# 紀元前613年
紀元前613年（きげんぜん613ねん）は、西暦（ローマ暦）による年。紀元前1世紀の共和政ローマ末期以降の古代ローマにおいては、ローマ建国紀元141年として知られていた。紀年法として西暦（キリスト紀元）がヨーロッパで広く普及した中世時代初期以降、この年は紀元前613年と表記されるのが一般的となった。

## 他の紀年法
- 干支 : 戊申
- 日本
  - 皇紀48年
  - 神武天皇48年
- 中国
  - 周 - 頃王6年
  - 魯 - 文公14年
  - 斉 - 昭公20年
  - 晋 - 霊公8年
  - 秦 - 康公8年
  - 楚 - 荘王元年
  - 宋 - 昭公7年
  - 衛 - 成公22年
  - 陳 - 霊公元年
  - 蔡 - 荘侯33年
  - 曹 - 文公5年
  - 鄭 - 穆公15年
  - 燕 - 桓公5年
- 朝鮮
  - 檀紀1721年
- ユダヤ暦 : 3148年 - 3149年

## できごと

### 中国
- 邾軍が魯の南郊に侵攻した。魯の叔彭生が軍を率いて邾に侵攻した。
- 晋の趙盾・魯の文公・宋の昭公・陳の霊公・衛の成公・鄭の穆公・許の昭公・曹の文公が新城で同盟を結んだ。
- 斉の昭公が死去して斉君舎が即位したが、公子商人（懿公）が斉君舎を殺して自ら即位した。
- 晋の趙盾が周の周公閲と王孫蘇の争いを調停した。
- 楚の成嘉（子孔）と潘崇が舒蓼に侵攻した。都の郢の留守をつとめていた公子燮と鬬克（子儀）が反乱を起こしたが敗死した。
- 宋の高哀が魯に亡命した。
- 単伯が魯の意を受けて、子叔姫の身柄を引き渡すよう斉に求めたが、斉は単伯を捕らえ、子叔姫をも捕らえた。

## 死去
- 周の頃王
- 斉の昭公